# Ctenella chagius
Ctenella chagius е вид корал от семейство Meandrinidae. Видът е застрашен от изчезване.

## Разпространение
Разпространен е в Британска индоокеанска територия, Мавриций и Реюнион.